# Gelderner Pfingstkirmes
Koordinaten: 51° 31′ 10″ N, 6° 19′ 32″ O
Die Gelderner Pfingstkirmes in Geldern am Niederrhein ist die größte Kirmes der Region. Das Gelände der Pfingstkirmes erstreckt sich vom Nordwall bis zum Ende des Ostwalls.
Aufgrund der COVID-19-Pandemie fiel die Gelderner Pfingstkirmes sowohl im Jahr 2020 als auch 2021 aus. Nach zweijähriger Coronapause wurde die Kirmes zwischen dem 4. Juni und dem 7. Juni 2022 wieder abgehalten.

## Verlauf
Sie findet traditionell jedes Jahr an Pfingsten über vier Tage von einem Samstag bis zu einem Dienstag statt. Die Pfingstkirmes wird samstags um 14:30 Uhr vom Sternmarsch der Spielmannszüge zum Kirmesmarkt eingeleitet. Im Anschluss daran eröffnet der Bürgermeister die Kirmes mit Fassanstich und Freigetränken. Danach gibt es die „Happy Hour“, in der man für eine Stunde alle Fahrgeschäfte mit halben Preis fahren kann. Außerdem gibt es Sonderangebote bei den restlichen Schaustellern. Nach der „Happy Hour“ gelten die normalen Preise.

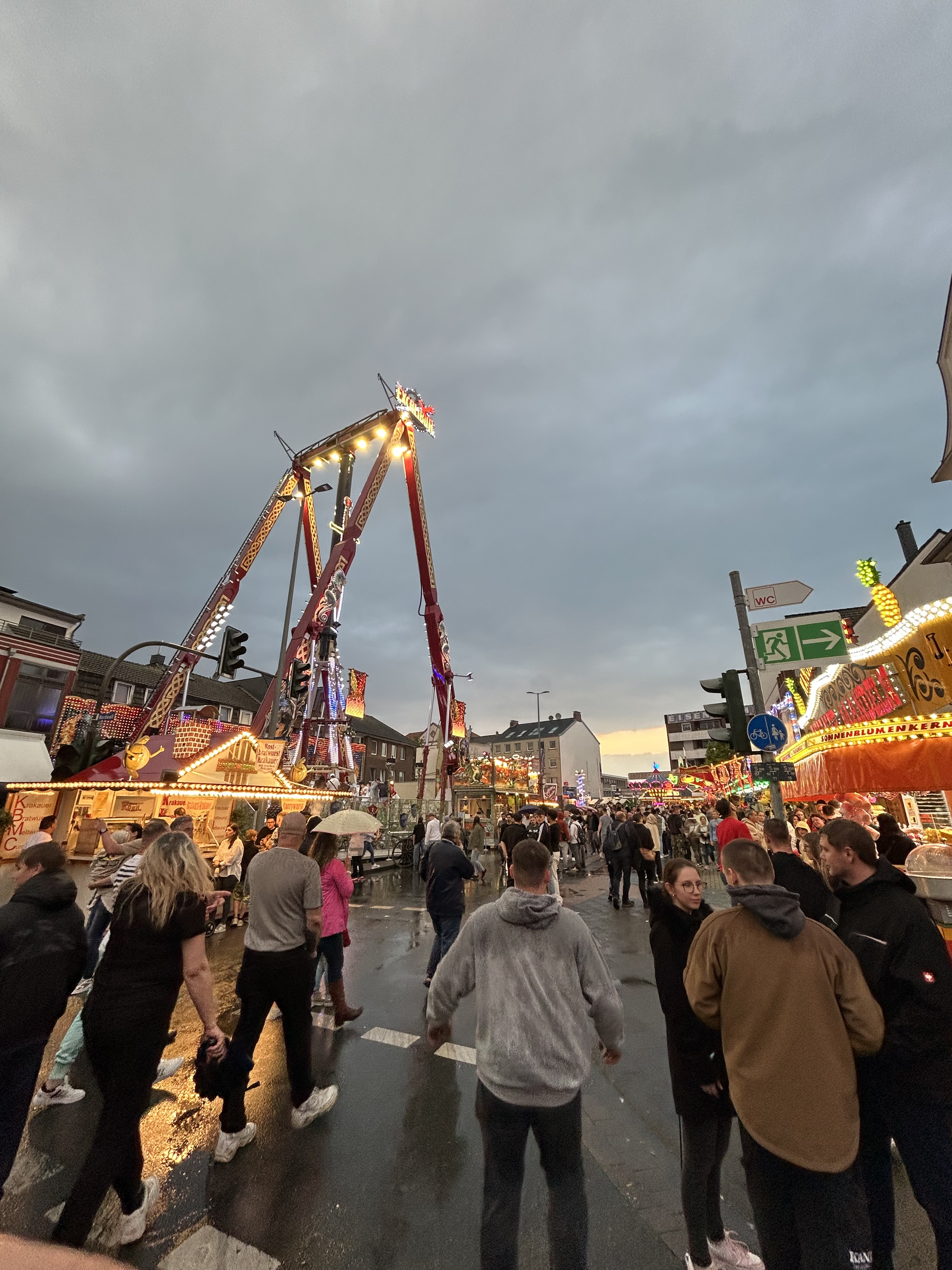
Kreuzung Issumer Tor/Ostwall im am 18. Mai 2024

Die Kirmes ist samstags und sonntags von 11 Uhr bis 1 Uhr geöffnet, montags und dienstags bis 0 Uhr.
Der Dienstag ist traditionell der Familientag, an den es von der Eröffnung bis um 18 Uhr herabgesetzte Preise gibt und der um 23 Uhr mit einem Höhenfeuerwerk beendet wird. Dieses gilt als Ende der Pfingstkirmes, wobei man nach dem Feuerwerk noch weiterhin die Fahrgeschäfte benutzen kann. Das ist jedoch von Schausteller zu Schausteller anders. Währenddessen beginnen die Schausteller teilweise schon mit dem Abbau der Fahrgeschäfte.
Jährlich verzeichnet die Kirmes circa 160 Schaustellern bis zu 250.000 Besuchern aus Nordrhein-Westfalen und aus den benachbarten Niederlanden. Es wird erheblicher Aufwand betrieben, um die Kirmesbesucher zu unterhalten. Die Front der Kirmesattraktionen ist fast zwei Kilometer lang, und die Schausteller benötigen auf Ost- und Nordwall eine Fläche von 10.500 Quadratmetern.

## Traditionen
Jedes Jahr wird die Kirmes nach der Einleitung mit einem Sternmarsch um 14:30 Uhr durch einen Fassstich eröffnet. Neben vielen neuen Fahrgeschäften ist es Jahr für Jahr Tradition, dass der Break Dancer und der Rock Express sowie der Autoscooter ihren festen Patz auf der Pfingstkirmes einnehmen. Dienstags findet jedes Jahr um 23 Uhr ein Höhenfeuerwerk statt, welches die Kirmes beschließt.
Traditionell findet sich auf der Gelderner Pfingstkirmes alle zwei Jahre auf dem Ostwall gegenüber des Refektorium Geldern ein Riesenrad ein. Im Jahre 2024 feierte das Solar Wheel seine Weltpremiere auf einem Volksfest. Mit seinen 33 Metern Höhe ist es laut Betreibern das erste solar- und batteriebetriebene Riesenrad der Welt.

## Sicherheit
Während des Kirmesbetriebs überwachen Polizei und Sanitäter dauerhaft das Geschehen. Zudem arbeitet die Polizei mit dem örtlichen Jugendamt und Ordnungsamt zusammen. Die Polizei ist präsent durch Patrouillen.

## Auswirkungen der COVID-19-Pandemie
Aufgrund der COVID-19-Pandemie fiel die Geldener Pfingstkirmes sowohl im Jahr 2020 als auch 2021 aus. 2022 wurde wieder eine Pfingstkirmes durchgeführt. Sie startete traditionell am Vortag von Pfingsten (Samstag, den 4. Juni) um 14.30 Uhr mit der Eröffnung durch den Bürgermeister der Stadt Geldern und befand sich entlang des gesamten Ost- und des halben Nordwalls sowie dem Parkplatz am Florianweg. Mit Einbeziehung der folgenden beiden Austragungen im Jahre 2023 und 2024 ist festzustellen, dass kaum Auswirkungen auf die Größe der Pfingstkirmes erkenntlich sind. Aufgrund der steigenden Inflation und damit erhöhte Kosten für die Schausteller in der Folge der Pandemie sowie des russischen Angriffskrieges gegen die Ukraine sind die Preise für Süßwaren, Fahrgeschäfte etc. in den letzten Austragungen gestiegen.